# Ramón Flores
Ramón Flores (22 augustus, Mazatlán) is een Mexicaans trompettist. Hij begon op 10-jarige leeftijd met muziek op het Bellas Artes instituut. Zijn muzikale carrière begon al op 12-jarige leeftijd. Rond die tijd begon hij namelijk als trompettist in het Banda Municipal de Mazatlan, een concertband onder leiding van Jose Medina Peña. In de jaren die daarop volgen speelt hij ook in enkele 'Big Bands' die zich meer focussen op Jazz. Hij groeit als muzikant en als hij op 19-jarige leeftijd naar Mexico-Stad gaat, speelt hij daar met op dat moment beroemdste orkesten en jazz-bands.
Vanaf 1967 begon Flores met het maken van studio-opnames samen met andere Mexicaanse artiesten als José José en Juan Gabriel. In korte tijd wordt hij een van de belangrijkere studio-muzikanten. Flores begint ook muziek te schrijven voor musicals en commercials. In 1973 krijgt hij daar een prijs voor.
In 1985 verhuist Flores naar Los Angeles in de Verenigde Staten. Hij speelt hier met lokale Big Bands en komt ook in aanraking met de muziekstijl latin jazz. Pas in 1993 neemt Flores zijn eerste solo-album op. Hij is ook verschillende keren op wereldtournee geweest met verschillende artiesten/orkesten, namelijk met Cock Robin (1990), Brian Setzer (1994), Don Henley (2000) en Yanni (2003-2005).

## Discografie
Dit zijn de albums die Flores heeft opgenomen met eigen muziek.
- 1993: Latin Sunset
- 2007: Para Ti

Deze lijst is mogelijk niet compleet.